# Statek Woolmers
Statek Woolmers je zemědělská usedlost nacházející se v Longfordu na ostrově Tasmánie. Usedlost byla založená v roce 1817 prominentním pasákem a poslancem parlamentu Thomasem Archerem. Rozkládá se na pozemcích o rozloze 82 ha, včetně dvoudílného panského domu, vozovny (depo pro kočáry), Národní růžové zahrady, rozsáhlých přístaveb a chátrek (ubytovny odsouzených) i formálních zahrad. Hlavní dům je postavený stavební technikou, ve které se cihly používají k zaplnění volných míst v dřevěném rámu celého domu. Postavený byl v roce 1819, s připojenou rozsáhlou přístavbou v italském stylu z let 1842–1843, navrženou australským architektem Williamem Archerem.
Jeden ze dvou hlavních rodových domů rodiny Archerů, Woolmers byl v roce 2010 zařazen do světového dědictví, jako součást australských konviktských míst společně se statkem Brickendon. Je také uveden na seznamu registru tasmánského dědictví a australském seznamu národního dědictví od roku 2007.

## Název
Stejně jako většina majetku Archerů byl Woolmers pojmenován podle anglického místa nebo budovy – Woolmer's Park, v Hertforshiru.

## Národní růžová zahrada
Na statku Woolmers se nachází Národní růžová zahrada, která byla založena v roce 1999 a financována veřejnými dary. Má 460 odrůd růží. a více než 5000 samostatných rostlin.

## Historie

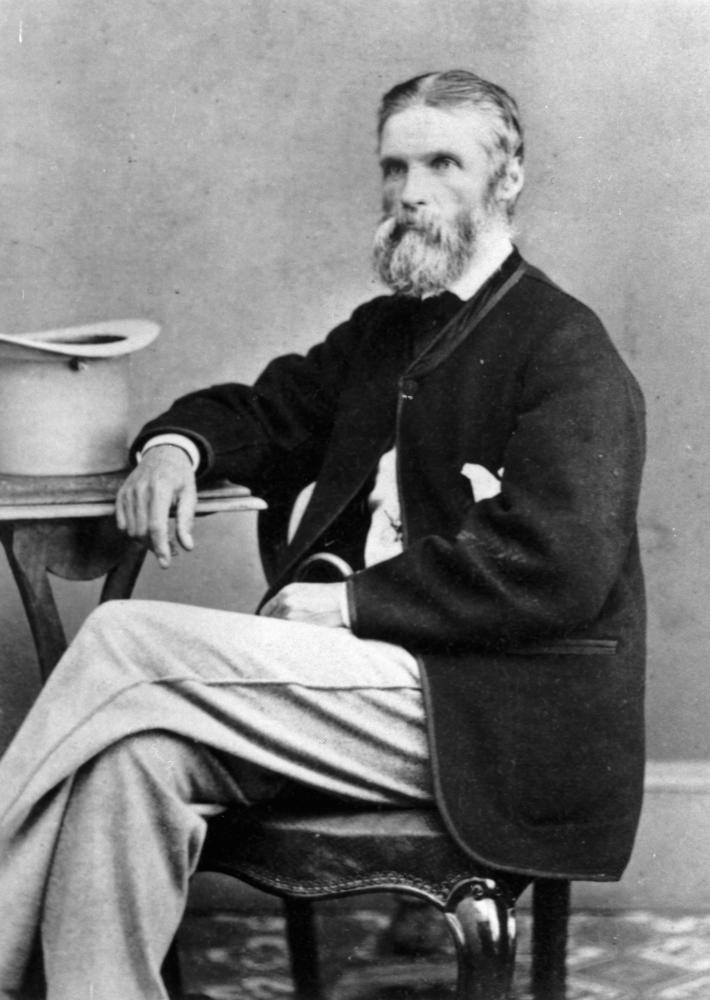
Thomas Archer I.

V roce 1812 připlul Thomas Archer do Nového Jižního Walesu na lodi Guilford s doporučujícím dopisem od lorda Liverpoola, který získal díky vlivu svého strýce, majitele Londýnského kurýra. Dosáhl úspěchu jako státní úředník, nejprve začal jako komisař v Sydney, než byl v listopadu téhož roku jmenován zástupcem asistenta komisaře. V roce 1813 byl přeřazen do přístavu Dalrymple (dnes George Town). V roce 1813 byl soudcem a v letech 1814 a 1816 byl právníkem okresu Cornwall. Ve stejném roce se oženil s Susan Hortleovou. Po několika povýšeních odešel v roce 1821 do důchodu, aby se zaměřil na svou farmu. V roce 1817 získal 800 akrů, které utvořily jádro statku Woolmers. O dva roky později, v roce 1819 byla dokončena první část moderní podoby statku, šindelová část hlavního domu, za použití dřeva natěženého přímo na pozemcích statku.